# Pergamon Press
Pergamon Press war ein englischer Wissenschaftsverlag (ab 1991 zu Elsevier gehörig), der 1948 unter der Leitung von Paul Rosbaud aus einer deutsch-englischen Zusammenarbeit mit dem Heidelberger Verlag Springer entstand (damals Butterworth-Springer genannt), und 1951 von Robert Maxwell erworben wurde (zu 75 Prozent, den Rest hielt zunächst Rosbaud, der 1956 den Verlag verließ).  Zunächst war der Sitz in London, ab 1959 in Headington Hill Hall bei Oxford. Daneben hatten sie eine Niederlassung in Elsmford (New York).
Schwerpunkt waren Naturwissenschaft und Medizin. Maxwell verfolgte eine aggressive Expansionspolitik nach dem Vorbild von Springer in Deutschland vor dem Krieg und legte mit dem Pergamon Verlag die Grundlagen für sein späteres Medienimperium. 1960 veröffentlichten sie 59 Zeitschriften und 1992 waren es 418. Emblem des Verlags ist das Pegasus-Pferd.
1962 begannen sie die Reihe The Commonwealth and International Library of Sciences, Technology, Engineering, and Liberal Studies zu veröffentlichen, die schon 1970 über 1000 Titel umfasste.
1991 verkaufte Maxwell (über seine Aktiengesellschaft Maxwell Communications) die Mehrheit an Elsevier für 770 Millionen Dollar, um sich vermehrt dem Zeitungsgeschäft zu widmen und die dabei durch Aufkäufe entstandenen Schulden zu reduzieren. Elsevier benutzt Pergamon Press noch als Imprint.